# Marc Lengrand
Pour les articles homonymes, voir Lengrand.
Marc Lengrand, né le 3 février 1892 à Chauny (Aisne) et mort le 24 mars 1975 à Chauny, est un homme politique français.

## Biographie
Diplômé de l'école des arts industriels de Roubaix, il est commis architecte. Membre de la Ligue des droits de l'homme, il est président de la fédération départementale en 1930. Il adhère aussi très tôt à la SFIO. Il est élu député de l'Aisne en 1932. En désaccord avec les positions de son parti, il le quitte en 1933 et rejoint le parti socialiste de France et siège sur les bancs de l'Union socialiste républicaine. Il est également élu sur le canton de La Fère de 1934 à 1936.
A l'issue de son unique mandat, il ne se représente pas. 